# Rózsa György (műsorvezető)
Rózsa György (Budapest, 1947. október 7. –) magyar műsorvezető, showman, szerkesztő, producer, forgatókönyvíró. 1971–2001 között a Magyar Televízió munkatársa volt. 
Nevéhez különböző kvízműsorok (Kapcsoltam, Leg…leg…leg…, KamEra Varieté, Zsákbamacska, Bűvös hatos, Quizfire) vezetése kapcsolódik.
1990-ben elsők között alapította meg televíziós produceri irodáját, a Rózsa-Produkciót. Sokféle műfajban gyártott műsorokat. Többek között az ő cége gyártotta az Új Gálvölgyi show (1991–1994) és a Top show (1992–1999) szórakoztató műsorokat vagy a Magyar elsők című dokumentumfilmsorozatot.
A 90-es években az újjáalakult Magyar Torna Szövetség első elnöke volt.

## Életpályája
Budapesten, a Népköztársaság úti általános iskolába, majd 1962-től a kaposvári Táncsics Mihály Gimnáziumba járt, ahol 1966-ban érettségizett. 1966-tól 1971-ig az ELTE Bölcsészettudományi Karán tanult magyar–orosz szakon. Szakdolgozati szemeszterét a Leningrádi Állami Egyetemen töltötte.
Egyetemi évei alatt külsősként dolgozott az Iskolatelevízióban, szakdolgozatát is televíziós témáról írta, így 1971 nyarán azonnal felvették az Magyar Televízió Gyermekosztályára szerkesztőnek. Emlékezetes sorozatok gazdája volt. Kidolgozta a gyerek-sportadások rendszerét (Focisuli és más labdaiskolák), az egésznapos gyermeknapi műsorláncokat, a falusi gyerekek első vetélkedőjét (Csepű, lapu, gongyola), az Idesüss!-t, amely hosszú éveken át volt sikerműsor.
Kilenc év után 1980-ban áthívták a Szórakoztató Főosztályra, ahol Vitray Tamástól átvette a Kapcsoltam című telefonos vetélkedő vezetését. Ez átütő országos sikert hozott a számára. 1982-ben indította útjára az első magyar bulvár- tévésorozatot Leg…Leg…Leg… címmel, amely 17 éven át tartozott az MTV legnézettebb műsorai közé. Éveken át vezette-szerkesztette az első memória-játékot (Bűvös Hatos), az egyetemisták vetélkedőjét (KamEra Varieté) és a 31 világsztárt Budapestre hozó Top Show sorozatot. A Zsákbamacska című játékot a 90-es években és csaknem 30 évvel később is sikerre vitte. 2003-ban indult el a Magyar Elsők című, nemzeti értékeinket feltáró és megőrző nagyszabású 116 részes sorozata.
1989-ben rövid ideig vezette a Telesportot, ahol többek között tornát, ritmikus gimnasztikát, műkorcsolyát és fogathajtást közvetített. 
Az elsők között alakíthatott az MTV-ben produceri irodát, amely a legnevesebb hazai sztárok (köztük Gálvölgyi János, Vágó István, Horvát János, Bodrogi Gyula, Pécsi Ildikó) műsorait gondozta
Több évtizedes. nagy közönségsikert arató televíziós munkásságát Életmű-díjjal ismerték el.

## Fontosabb filmszerepei
- Guernica (riporter) rendezte: Kósa Ferenc
- Ede megevé ebédem (a privát börtön rabja) r.: Jancsó Miklós
- Oda az igazság (királyi tolmács) r.: Jancsó Miklós
- Bulvár (operettbonviván) r.: Sára Júlia
- Kolorádó Kid (lokál-konferanszié) r.: Vágvölgy B. András

## Könyvei
- Fröhlich Márta–Rózsa György: Kapcsoltam…; PLKV, Budapest, 1987
- Bűvös hatos; CsöndesTárs, Budapest, 2002
- Magyar elsők. Ki, melyik, mikor és hol volt az első?; összeáll. Rózsa György, szerk. Hitseker Mária; Kossuth, Budapest, 2006
- Magyar elsők. Ki, melyik, mikor és hol volt az első?; Kossuth, Budapest, 2009
- Nem kapcsoltam…; Libri, Budapest, 2019

## Lemeze
- Enyém a vár – zenés mesejáték – a Varázsló

## Sportközvetítései
- Díjugrató világkupa, Úny (1989)
- Kettesfogathajtó vb, Balatonfenyves (1989)
- RSG világbajnokság, Szarajevó (1989)
- Tornász vb, Stuttgart (1989)
- Magyar nemzetközi asztalitenisz bajnokság (1989)
- TS-tusa (1989)
- RSG Intervízió kupa, Kijev (1989)
- Nemzetközi díjugrató verseny, Úny (1990)
- Magyar nemzetközi tornászbajnokság (1990)
- Tornász világkupa, Brüsszel (1990)
- RSG Eb, Göteborg (1990)
- Mesterfokú tornászbajnokság (1990)
- Műkorcsolya Eb, Leningrád (1990)

## Díjai, kitüntetései
- Sport Érdemérem bronz fokozata (1979)[6]
- MTV nívódíj (1981,[7] 1987)
- Magyar Televízió Életmű-díj (2001)
- A Magyar Köztársasági Érdemrend lovagkeresztje (2006)[8]

## Családja
Szülei, Rózsa András és Inczédy Gyöngyi, pedagógusok.
1983-ban kötött házasságot Kanyó Éva válogatott tornászbajnoknővel (1961–2000) Gyermekük Rózsa Csilla balettművész, tánctanár (1983–).
Testvére Rózsa Sándor (1950–2014) a Magyar Televízió főgyártásvezetője volt.